# Ronde van Duitsland 1948
De Groene Gordel van de IRA 1948 was de tiende editie van de Ronde van Duitsland. De wielerwedstrijd over 11 etappes werd verreden van 16 tot en met 26 september 1948. Titelverdediger was Erich Bautz, ondanks 2 etappezeges wist hij niet de eindzege te pakken. Die ging dit keer naar de Duitser Phillip Hilbert. In tegenstelling tot de vorige editie kreeg de winnaar weer een trui uitgereikt. Dit jaar was de kleur van de trui wit.

## Etappeoverzicht
| Etappe | Datum        | Start – Finish        | km    | Etappewinnaar   | Klassementsleider |
| ------ | ------------ | --------------------- | ----- | --------------- | ----------------- |
| 1      | 16 september | Stuttgart             | 070   | Hans Hörmann    | Hans Hörmann      |
| 2      | 17 september | Stuttgart – Wiesbaden | 248   | Günther Pankoke | Günther Pankoke   |
| 3      | 18 september | Wiesbaden             | 078,5 | Gerhard Stubbe  | Günther Pankoke   |
| 4      | 19 september | Wiesbaden – Gießen    | 097   | Emil Schöpflin  | Günther Pankoke   |
| 5      | 20 september | Gießen                | 040   | Sepp Berger     | Harry Saager      |
| 6      | 21 september | Gießen – Köln         | 269   | Erich Bautz     | Philipp Hilbert   |
| 7      | 22 september | Köln                  | 060   | Hans Hörmann    | Philipp Hilbert   |
| 8      | 23 september | Köln – Bielefeld      | 233,7 | Emil Schöpflin  | Philipp Hilbert   |
| 9      | 24 september | Bielefeld             | 064   | Sepp Berger     | Philipp Hilbert   |
| 10     | 25 september | Bielefeld – Hamburg   | 275   | Erich Bautz     | Philipp Hilbert   |
| 11     | 26 september | Hamburg               | 075   | Karl Weimer     | Philipp Hilbert   |

## Eindklassement
|   | Renner          | Tijd        |
| - | --------------- | ----------- |
| 1 | Phillip Hilbert | 42h 30' 36" |
| 2 | Erich Bautz     | + 0' 07"    |
| 3 | Fritz Scheller  | + 1' 16"    |

1911 · 1912-1921 · 1922 · 1923-1926 · 1927 · 1928-1929 · 1930 · 1931 · 1932-1936 · 1937 · 1938 · 1939 · 1940-1946 · 1947 · 1948 · 1949 · 1950 · 1951 · 1952 · 1953-1959 · 1960 · 1961 · 1962 · 1963-1978 · 1979 · 1980 · 1981 · 1982 · 1983-1998 · 1999 · 2000 · 2001 · 2002 · 2003 · 2004 · 2005 · 2006 · 2007 · 2008 · 2009-2017 · 2018 · 2019 · 2020 · 2021 · 2022 · 2023 · 2024